# أندرو فيليبس
أندرو فيليبس (بالإنجليزية: Andrew Phillips)‏ هو سباح جامايكي، ولد في 17 أبريل 1962.

## وصلات خارجية
- أندرو فيليبس على موقع أوليمبيديا (الإنجليزية)